# 圣文森特海峡
圣文森特海峡（英語：Saint Vincent Passage）是中美洲加勒比地区的海峡，连接加勒比海和大西洋，分隔北面的圣卢西亚岛和南面的圣文森特岛，长7.2到16公里，宽37公里。 